# ナラーンタカ

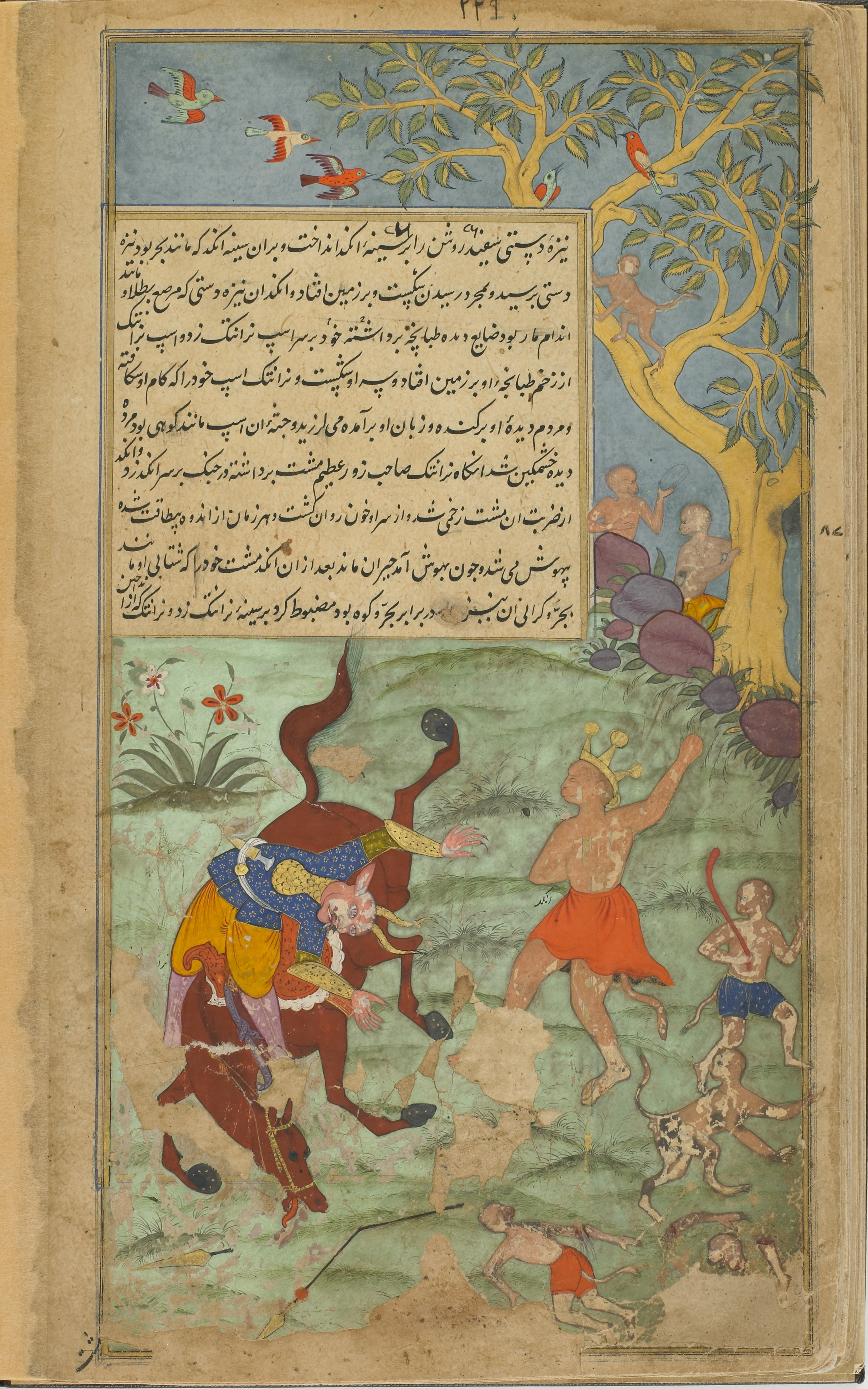
アンガダに討たれるナラーンタカ。ムガル朝時代の画家ファズル（Fazl）による画。1597年から1605年の間。

ナラーンタカ（梵: नरान्तक, Narāntaka）は、インド神話に登場するラークシャサである。ラークシャサの王ラーヴァナと第2の妻ダニヤマーリニーの息子で、アティカーヤ、デーヴァーンタカ、トリシラスと兄弟。異母兄弟にインドラジット、アクシャがいる。アヨーディヤーの王子ラーマとの戦争ではアンガダと戦った。

## 神話
王弟クムバカルナがラーマに討たれたという知らせはラーヴァナの気を失わさせた。また王子ナラーンタカとデーヴァーンタカを号泣させ、重臣マホーダラとマハーパールシュヴァに涙を流させた。しかし彼らはトリシラスの言葉に励まされると、戦意を高揚させて、我先にと出撃した。ナラーンタカは疾風のごとく駆ける黄金の馬に騎乗して戦場に現れ、両軍が激突すると、槍を振るって瞬く間に多数のヴァナラ族を殺戮した。その戦いぶりにヴァナラ軍は呆然として、立つことも出来ず、屍と化して累々と折り重なった。ちょうどその頃、クムバカルナとの戦いで負傷したヴァナラの兵たちが回復し、スグリーヴァのもとに集結し始めていた。そこでスグリーヴァはアンガダにナラーンタカとの戦いを命じた。アンガダはナラーンタカの前に立ちはだかり、「その槍で我の胸倉を突いてみろ」と挑発した。ナラーンタカは怒って、アンガダの胸をめがけて槍を投擲したが、金属のごとく堅固なアンガダの胸に当たった瞬間、槍は砕け散った。お返しとばかりにアンガダがナラーンタカの馬を殴り殺すと、ナラーンタカもまたアンガダの頭を殴り返し、アンガダを悶絶させた。しかし起き上がったアンガダが相手の胸を殴りつけると、ナラーンタカは肋骨を折られて倒れたまま、二度と起き上がらなかった。